# YAASUU
YAASUU（やーすー）はシンガーソングライター。
沖縄・宮古島生まれ。
地元の音楽を背景に成⻑し、上京後も宮古島の独特な感性で歌う。

## 経歴
上京当初はバンドとしても活動していたが 2016年からソロシンガー「YAASUU(ヤースー)」の活動を再始動させる。
自主での⾳源制作を⾏い 2016年に初のアルバム「おーきな輪」をリリース。2017年 サウンドハウス主催次世代アーティスト発掘イベント【音魂ぐらんぷり】 審査委員特別賞受賞。
2018年4⽉にリリースされたアルバム「君と僕」ではタワーレコードのデイリーランキング１位を獲得。JAL機内オーディオプログラムにもオンエアーされ、2018年には正式に宮古島を代表するアーティストとして宮古島大使に選任され、台湾で⾏われた「オリンビアフェスタ」にも出演して海外進出も⾏っている。

2019年6月30日に、レーベル「KN4MUSIC」を⽴ち上げ、レーベル第⼀弾として、7曲入りミニアルバム「まらしまらせ」を発表し、テレビ東京「音流」のエンディングテーマに採用される。また日本テレビ「バズリズム 002」にも出演。その後はマキシシングル「ピースサイン」が⾳楽番組「MIUSIC B.B.」の７月度のエンディングテーマに採⽤され、Fm yokohama、NACK5 をメインにラジオでも展開し、渋谷の街頭ビジョンにてピースサインの MV を一斉に放映。 2020年1⽉27⽇にはフルアルバム「だいずズミ」を発表、収録曲の「卒業」はテレビ朝日「ミュージクる」のエンディングテーマ、「後からな」は⾳楽番組「MUSIC B.B.」のエンディングテーマとなる。 2021年2⽉より東京在住の宮古島出⾝者達を集めて YouTube チャンネル「WONDERFUL LIFE」を開設しYouTuber 展開も⾏い、宮古島の魅⼒を様々な⽅法で国内外へ発信。
これまでに川崎ハイサイフェスタ(神奈川)、代々木公園沖縄フェスティバル(東京)、中野チャンプルーフェスティバル(東京)、豊中まつり(大阪)、ところ常南ビーチサマーフェステバル(北海道)、宮古島トライアスロンセレモニー(沖縄)など、日本各地の沖縄関連フェスにも多数出演している。
2020年12月6日には沖縄県ロック協会が主催する「ROCK’N ROLL WILL NEVER DIE」に出演、2021年2月12日開催の「LEQUIOS LUNAR NEW YEAR FESTIVAL」4⽉4⽇開催の「レキオス シーミーフェスティバル」6月13 日開催予定の「LEQUIOS DRAGON BOAT MUSIC FESTIVAL」でもフェスプロデュースの傍らアーティストとしても参加。 また2021年3月からは東京首都圏と沖縄県内各地にて自主企画ライブ「宮古島ナイト」を開催、宮古島に関連する豪華ゲストを招き、また宮古島の魅力を様々な方法でアピール。

## ディスコグラフィー

### EP
|     | 発売日     | タイトル   | 規格品版  | 収録曲                            |
| --- | ---------- | ---------- | --------- | --------------------------------- |
| 1st | 2021/07/28 | クイジンヌ | POCS-1869 | 1．エテ 2．プル・トア 3．ファシル |

### デジタルシングル
|     | 発売日     | タイトル     |
| --- | ---------- | ------------ |
| 1st | 2022/01/09 | セルマン     |
| 2nd | 2022/01/30 | スーヴニール |
| 3rd | 2022/02/15 | アミ         |

### ミニアルバム
|     | 発売日     | タイトル     | 規格品版 | 収録曲 |
| --- | ---------- | ------------ | -------- | --- |
| 1st | 2019/06/30 | まらしまらせ | KN4M-001 | 01．PARTY time 02．まらしまらせ 03．西里通り 04．ぼくだけのわがまま 05．幸せになれる 06．素直なままに 07．旅 |

### アルバム
|     | 発売日     | タイトル     | 規格品版  | 収録曲 |
| --- | ---------- | ------------ | --------- | --- |
| 1st | 2016/05/17 | おーきな輪   | 記載無し  | 1.おーきな輪 2.西里通り 3.ワイドー 4.んみゃーち前浜 5.ハッピーバースデイ 6.一緒にいてね 7.届け 8.あららがま魂                                                          |
| 2nd | 2018/04/28 | 君と僕       | BDRD-0014 | 1.君と僕 2.んみゃーち前浜 3.おーきな話 4.wedding 5.流れ星 6.届け 7.のんびり行こう 8.さよならまたね 9.西里通り 10.STEP AGAIN 11.一緒にいてね                            |
| 3rd | 2019/09/30 | ピースサイン | KN4M-2    | 01.ピースサイン 02.きみが大好き 03.止めらんない 04.ワイドー |
| 4th | 2020/01/27 | だいずズミ   | KN4M-4    | 01.卒業 02.今 03.止めらんない 04.素直なままに 05.君が大好き 06.そんなんでいい 07.宮古島 08.ワイドー 09.ぼくだけのわがまま 10.ズミダンス （仮） 11.西里通り 12.後からな |

## タイアップ
- まらしまらせ(2019年 テレビ東京「音流」) - エンディングテーマ
- ピースサイン(2019年 音楽番組「MUSIC B.B.」) - エンディングテーマ
- 卒業(2020年 テレビ朝日「ミュージクる」) - エンディングテーマ
- 「エテ」「プル・トア」「ファシル」(2021 年 TBS「イベント GO!」) - ３ヶ月連続オープニングテーマ
- ファシル(2022年 株式会社多良川) - CM ソング

## 出演

### テレビ
- 日本テレビ「バズリズム００２」
- TBS「うたなび」
- 全国音楽情報番組「MUSIC B.B.」
- RBC「A ランチ」

### ラジオ
- 渋谷クロスFM MADOKA と SHIBUYA でランデヴー
- FM神戸「kiss-FM」
- FM大阪「Music Bit」
- FM AICHI「Delight」
- Fm yokohama「Tresen」「Loco Spirts!」
- NACK5「キラスタ」
- 文化放送「走れ！歌謡曲」
- NHK-FM「沖縄ミュージックジャーニー」